# Campeonato Centroamericano de Balonmano Femenino de 2016
El Campeonato Centroamericano de Balonmano Femenino de 2016 se celebró en Managua, Nicaragua entre el 22 y 26 de noviembre de 2016. El ganador del torneo se clasificó para el Campeonato Panamericano de Balonmano Femenino de 2017.

## Resultados
| Selección   | J | G | E | P | GF  | GC  | DG  | Pts |
| ----------- | - | - | - | - | --- | --- | --- | --- |
| Guatemala   | 4 | 4 | 0 | 0 | 138 | 58  | +80 | 8   |
| Nicaragua   | 4 | 3 | 0 | 1 | 113 | 86  | +27 | 6   |
| Costa Rica  | 4 | 2 | 0 | 2 | 91  | 76  | +15 | 4   |
| El Salvador | 4 | 1 | 0 | 3 | 99  | 128 | –29 | 2   |
| Honduras    | 4 | 0 | 0 | 4 | 53  | 146 | –93 | 0   |

### Partidos
El torneo se disputó en un solo grupo con el sistema de todos contra todos.
| 22 de noviembre | Guatemala    | 38 : 15            | El Salvador      | IND, Managua                                              |                                                           |
| 14:00           | Lavarreda 11 | ( 22 : 7 ) Reporte | tres jugadoras 3 | Asistencia: 200 espectadores Árbitro(s): Zambrano, Aguaga | Asistencia: 200 espectadores Árbitro(s): Zambrano, Aguaga |

| 22 de noviembre | Honduras       | 13 : 35            | Nicaragua   | IND, Managua                                              |                                                           |
| 16:00           | Gotay, Giron 4 | ( 6 : 15 ) Reporte | Gutierrez 8 | Asistencia: 300 espectadores Árbitro(s): Urrutia, Otoniel | Asistencia: 300 espectadores Árbitro(s): Urrutia, Otoniel |

| 23 de noviembre | Honduras | 9 : 28             | Costa Rica       | IND, Managua                                              |                                                           |
| 14:00           | Lopez 3  | ( 6 : 16 ) Reporte | Araya, Taborda 6 | Asistencia: 200 espectadores Árbitro(s): Campos, Espinoza | Asistencia: 200 espectadores Árbitro(s): Campos, Espinoza |

| 23 de noviembre | Nicaragua        | 38 : 29             | El Salvador | IND, Managua                                              |                                                           |
| 17:00           | tres jugadoras 6 | ( 19 : 16 ) Reporte | Bonilla 10  | Asistencia: 200 espectadores Árbitro(s): Urrutia, Otoniel | Asistencia: 200 espectadores Árbitro(s): Urrutia, Otoniel |

| 24 de noviembre | Honduras         | 8 : 48             | Guatemala    | IND, Managua                                             |                                                          |
| 10:00           | tres jugadoras 2 | ( 4 : 23 ) Reporte | Lavarreda 15 | Asistencia: 150 espectadores Árbitro(s): Montiel, Alston | Asistencia: 150 espectadores Árbitro(s): Montiel, Alston |

| 24 de noviembre | Costa Rica | 18 : 21             | Nicaragua   | IND, Managua                                              |                                                           |
| 12:00           | Taborda 5  | ( 10 : 12 ) Reporte | Gutierrez 6 | Asistencia: 350 espectadores Árbitro(s): Campos, Espinoza | Asistencia: 350 espectadores Árbitro(s): Campos, Espinoza |

| 25 de noviembre | El Salvador | 35 : 23             | Honduras | IND, Managua                                              |                                                           |
| 14:00           | Bonilla 13  | ( 20 : 16 ) Reporte | Lopez 7  | Asistencia: 100 espectadores Árbitro(s): Urrutia, Otoniel | Asistencia: 100 espectadores Árbitro(s): Urrutia, Otoniel |

| 25 de noviembre | Guatemala   | 26 : 16            | Costa Rica | IND, Managua                                              |                                                           |
| 16:00           | Lavarreda 9 | ( 14 : 7 ) Reporte | Araya 6    | Asistencia: 300 espectadores Árbitro(s): Zambrano, Aguaga | Asistencia: 300 espectadores Árbitro(s): Zambrano, Aguaga |

| 26 de noviembre | El Salvador | 20 : 29            | Costa Rica | IND, Managua                                                |                                                             |
| 14:00           | Bonilla 8   | ( 9 : 14 ) Reporte | Araya 8    | Asistencia: 150 espectadores Árbitro(s): Montiel, Hernández | Asistencia: 150 espectadores Árbitro(s): Montiel, Hernández |

| 26 de noviembre | Guatemala   | 26 : 19            | Nicaragua | IND, Managua                                              |                                                           |
| 17:00           | Lavarreda 9 | ( 15 : 8 ) Reporte | Kainez 6  | Asistencia: 500 espectadores Árbitro(s): Campos, Espinoza | Asistencia: 500 espectadores Árbitro(s): Campos, Espinoza |

## Clasificación final
| Posición | Selección   |
| -------- | ----------- |
|          | Guatemala   |
|          | Nicaragua   |
|          | Costa Rica  |
| 4        | El Salvador |
| 5        | Honduras    |

|  | Selección clasificada para el Campeonato Panamericano de Balonmano Femenino de 2017 |